# Hans Op de Beeck

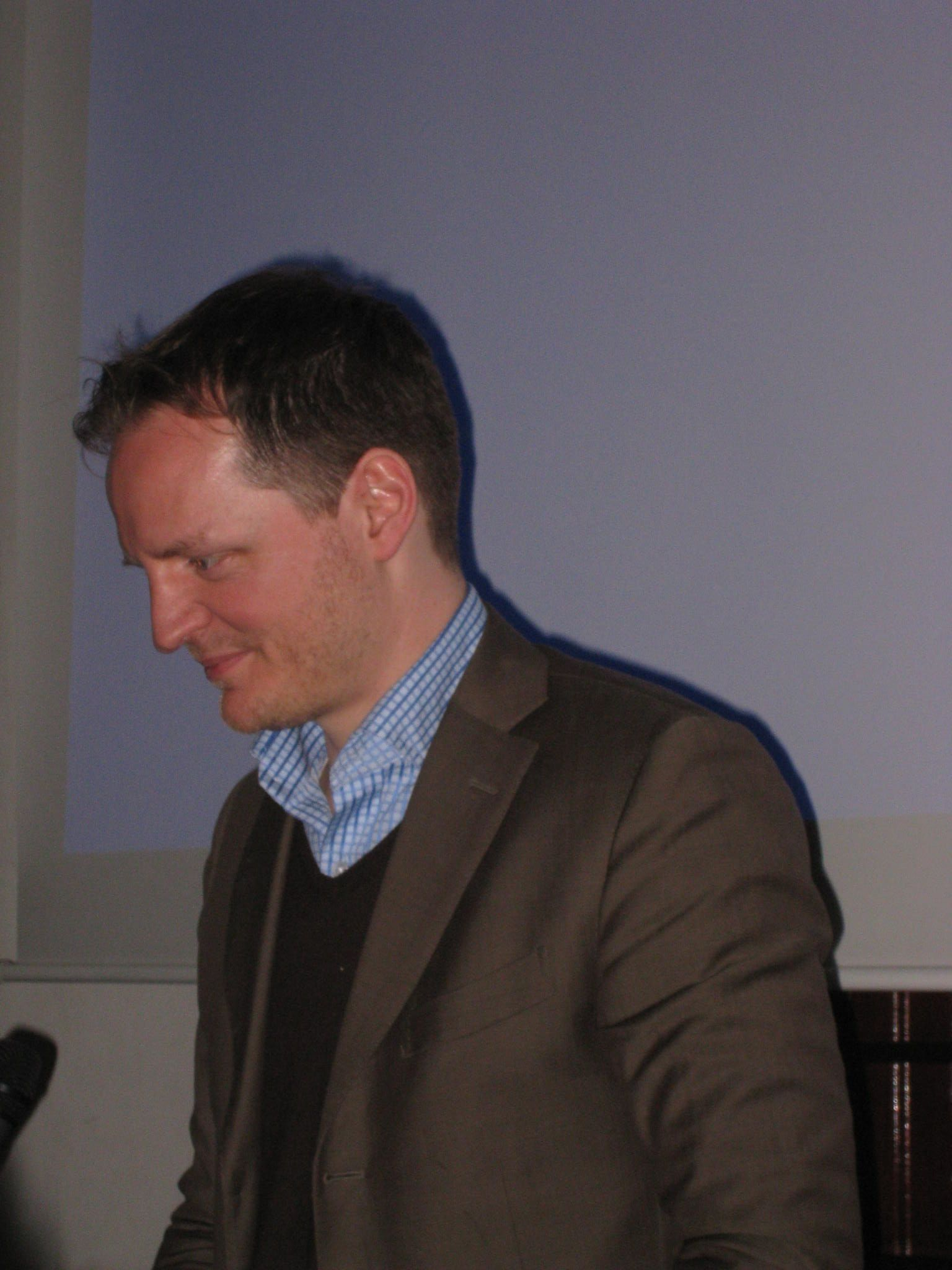
Hans Op de Beeck
(fotograaf Christophe Vander Eecken)

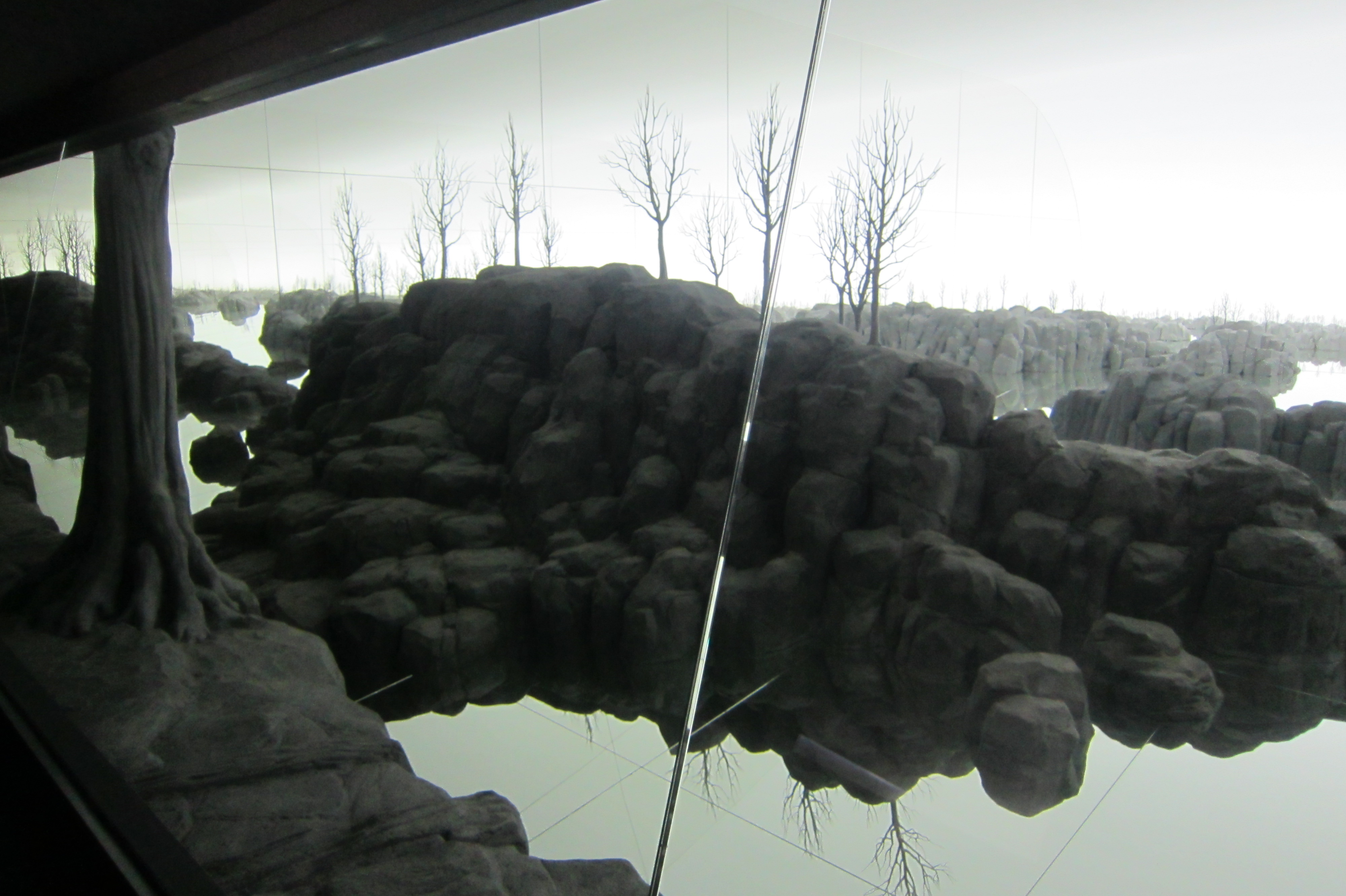
The Quiet View of Het Stille Uitzicht, 2015, interieur van de installatie op locatie in Herkenrode, Hasselt

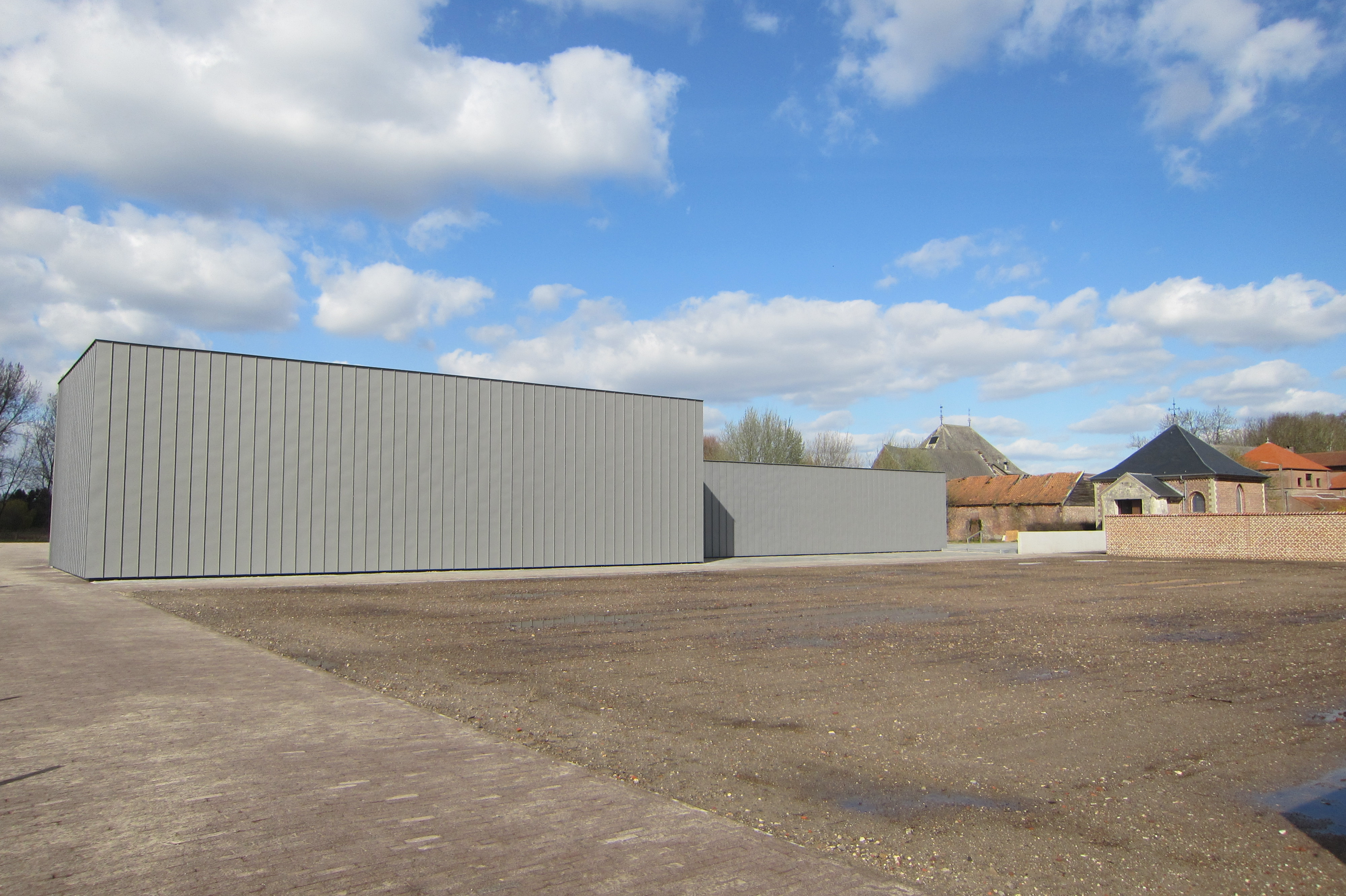
Exterieur The Quiet View, 2015, Hasselt, afmetingen: 21×10,20×6,60 m, mixed media

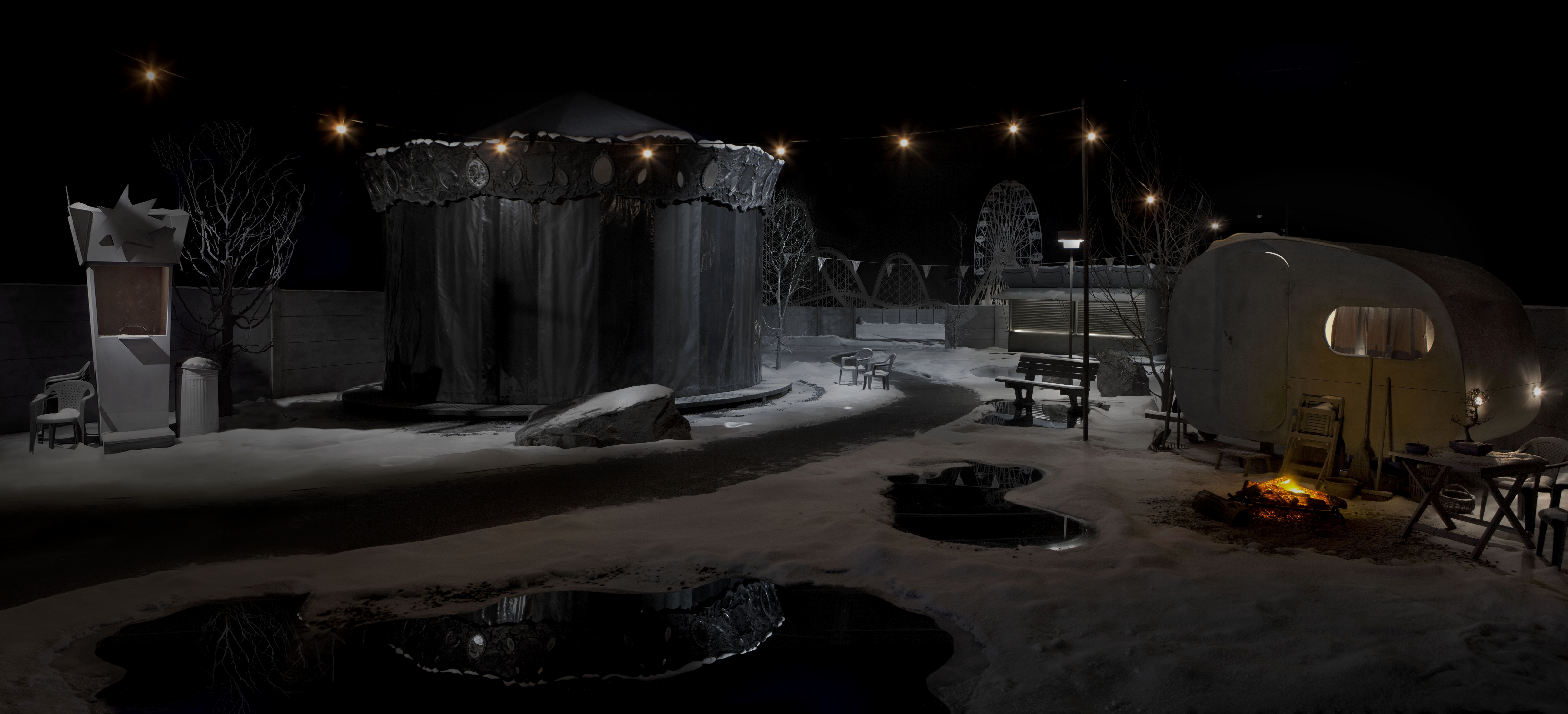
The Amusement Park, 2015

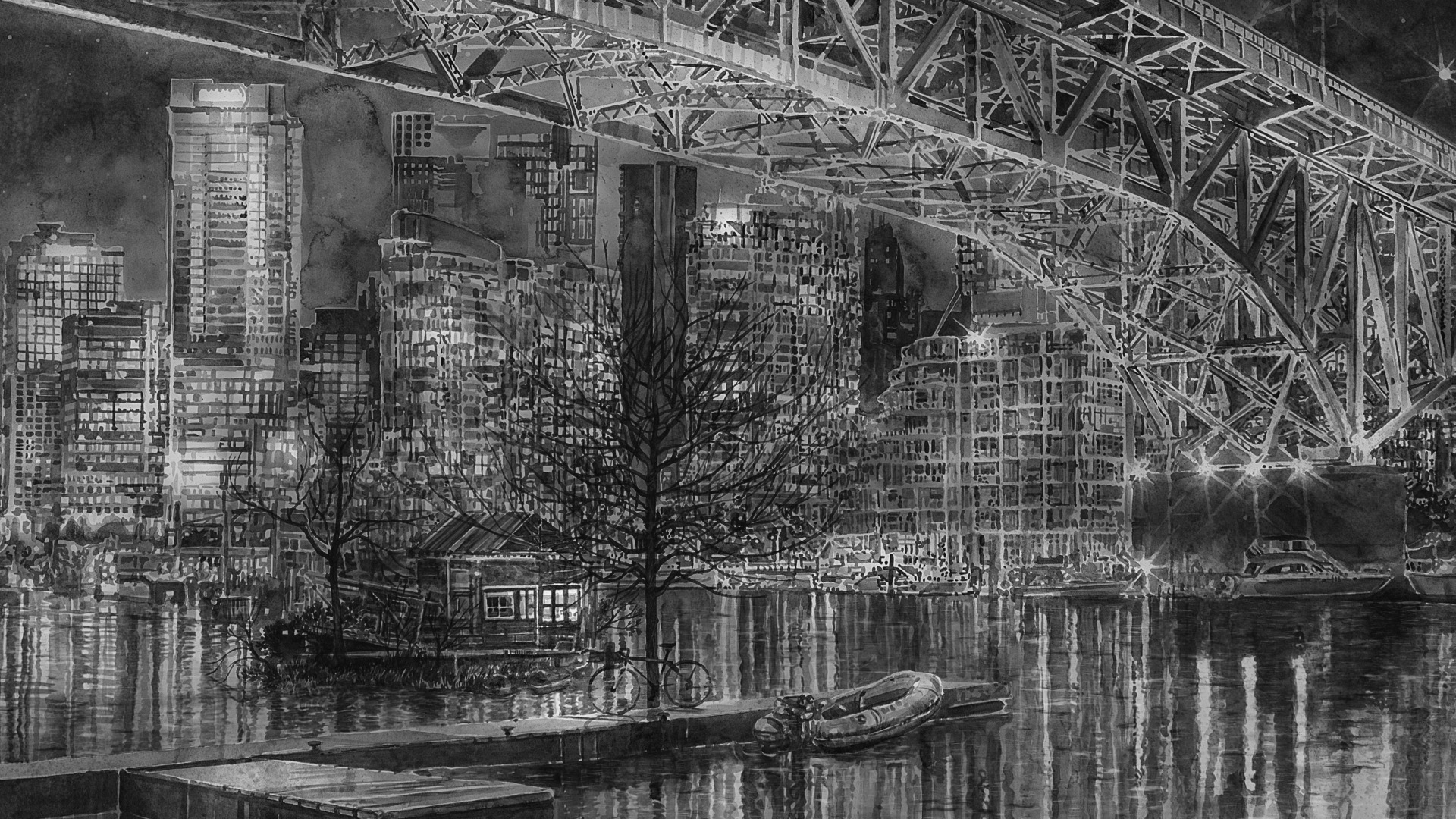
Night Time, 2015

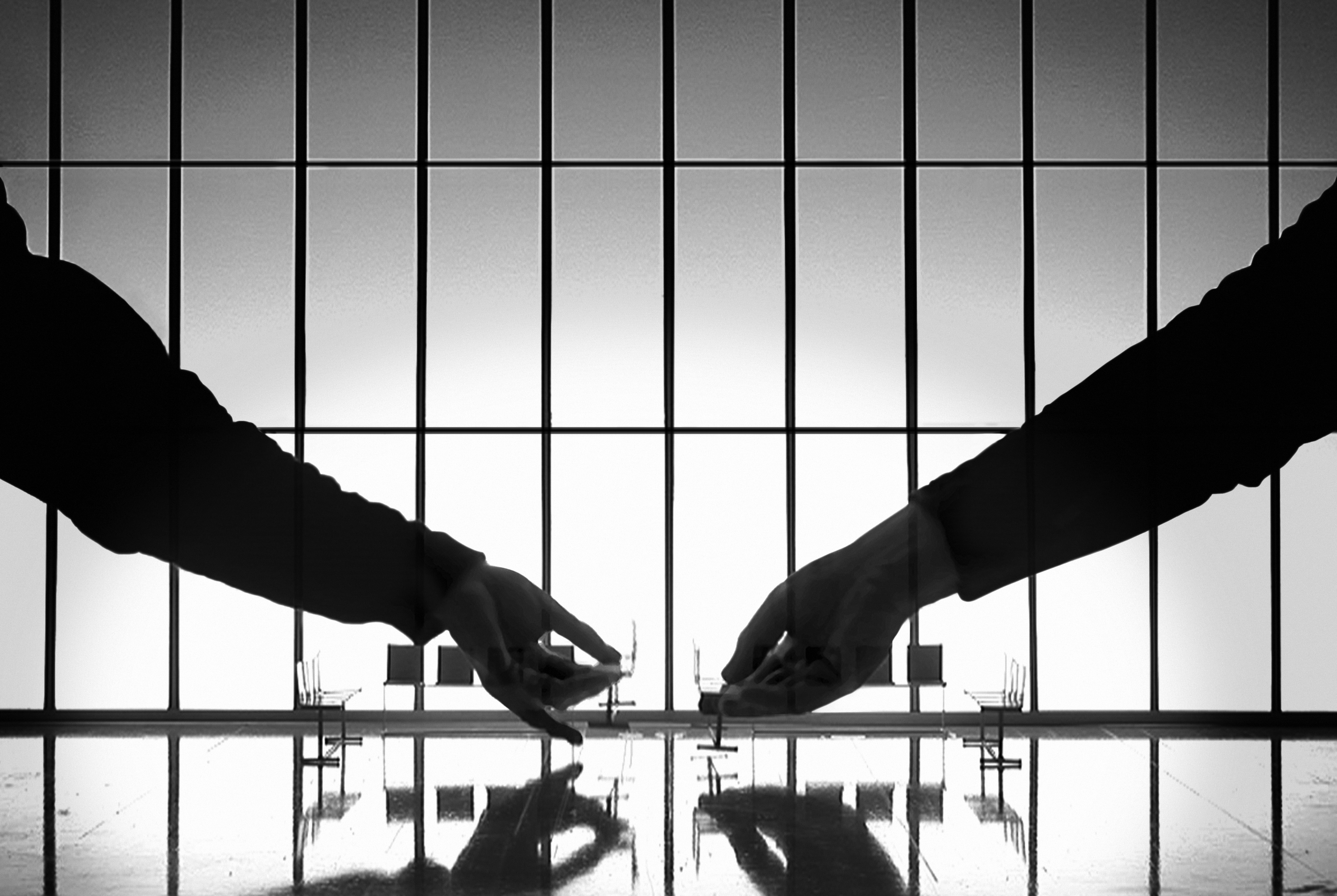
Staging Silence 1, 2009

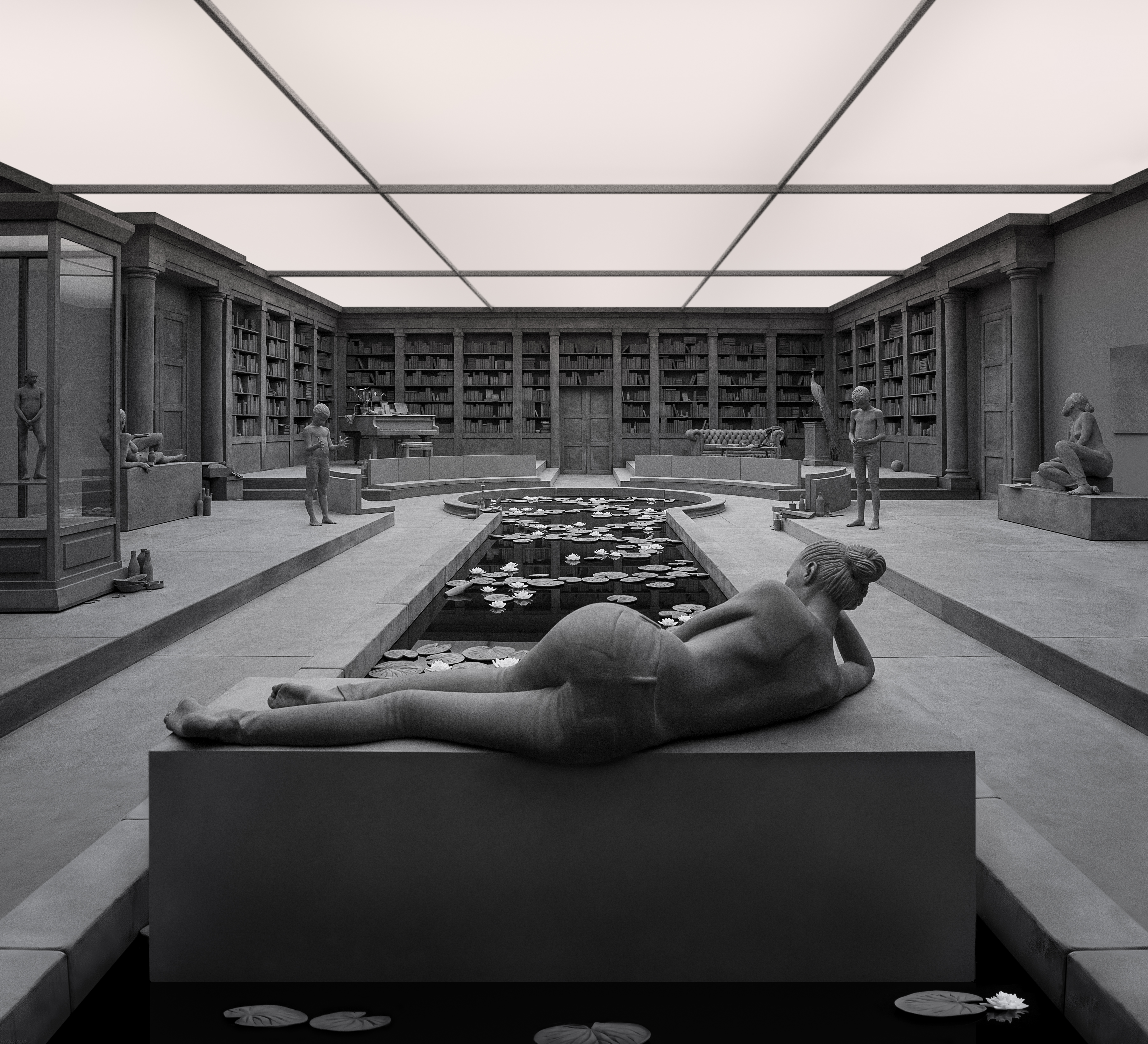
The Collector's House, 2016

Hans Op de Beeck (Turnhout, 1969) is een Belgisch beeldend kunstenaar die woont en werkt in Anderlecht (Brussel). Sinds een twintigtal jaren bouwt hij aan een internationaal tentoonstellingsparcours.

## Situering
"Ik hou erg van oude schilderkunst en van dat idee om een venster op de wereld te bieden. Zodat je de toeschouwer uitnodigt om gewoon te staren. Ik hoop dat moment op te roepen waarop je je eigen individuele verhalen even opzij schuift en gewoon even alleen kan zijn met of in een beeld. Dat is voor mij de ruimte van de kunst - die ik ook terugvind in de oude schilderkunst. Gewoon kijken naar een landschap van Joachim Patinir of een interieur van Johannes Vermeer, en alles loslaten. Ik geloof heel erg in het oude idee van catharsis: de tragische en problematische, maar tegelijk troostende kwaliteit van het beeld."
(Hans Op de Beeck in een interview met Marc Holthof van H ART)

Multi-disciplinair beeldend kunstenaar Hans Op de Beeck maakt sculpturen, monumentale installaties, tekeningen, aquarellen, foto's, kunstvideo's, animatiefilms, films, muziek en teksten. Vaak toont hij ons fictieve, hedendaags aandoende locaties, situaties en omgevingen die de toeschouwer bekend voorkomen. De zoektocht naar het zo adequaat mogelijk visualiseren van de concrete inhoud van een beeld, bepaalt het medium waarvoor de kunstenaar uiteindelijk kiest. De schaal kan daarbij variëren van pakweg een kleine aquarel tot een grote, ruimtelijke installatie van 600m2. De kunstenaar gebruikt echter niet alleen zeer uiteenlopende media, maar hanteert daarbij ook bewust ver uiteenlopende vormen van esthetiek, gaande van een spaarzame, minimalistische beeldtaal tot en met een overladen maniëristische vormgeving, telkens in functie van het zo juist mogelijk articuleren van de inhoud.
Thematisch concentreert het werk zich op onze moeizame en problematische omgang met tijd, ruimte en elkaar. Hans Op de Beeck toont de toeschouwer onbestaande, maar herkenbare plaatsen, momenten en figuranten die lijken te zijn weggehaald uit het actuele dagelijkse leven en tracht hiermee de tragikomische absurditeit van dit postmoderne bestaan in beelden te vatten.
Hans Op de Beeck noemt zijn beelden weleens 'voorstellen'; ze zijn ontegensprekelijk fictief, geconstrueerd en geënsceneerd, waardoor de toeschouwer de keuze wordt gelaten het beeld ernstig te nemen, als een soort parallelrealiteit, of het meteen te relativeren, als niet meer dan een visuele constructie. Het werk wordt gevoed door een grote interesse voor maatschappelijke en cultuurhistorische reflectie. De kunstenaar bevraagt daarbij ook de moeilijke verhouding tussen realiteit en representatie, tussen wat we zien en wat we willen geloven, wat is en wat we voor onszelf creëren om de omgang met onze eigen betrekkelijkheid en inwisselbaarheid te verzachten. De visuele output van dat onderzoek levert vaak sluimerende, verraderlijke, melancholische of bevreemdende beelden op.

## Biografie
Hans Op de Beeck volgde de opleiding Vrije Kunsten aan de Kunsthogeschool Sint-Lukas te Brussel. Nadien studeerde hij nog een jaar verder aan het Hoger Instituut van Schone Kunsten (het HISK, toen in Antwerpen, vandaag in Gent), en vervolgens twee jaar aan de Rijksakademie (Amsterdam). In 2002-2003 was hij een jaar lang 'artist in residence' aan het MoMA PS1 in New York.
Vanaf 2001, toen hij winnaar werd van de Prijs Jonge Belgische Schilderkunst, verwerft hij alom bekendheid met zijn artistiek werk onder de vorm van grootschalig opgevatte installaties, waarvan enkele op openbare plaatsen te bezichtigen zijn, zoals Lilly Pond of waterlelievijver (2017) in Tongeren of The Quiet View (2015) op de Herkenrodesite in Hasselt, op de plek waar vroeger de abdijkerk stond. Het werk beoogt de stilte te evoceren die eertijds in de kerk heerste.
In verschillende van Hans Op de Beecks werken lijkt de tijd te bevriezen, zoals in The Amusement Park (2015), dat een nachttafereel toont in een onbestemde voorstad waar een verlaten pretpark opgesteld staat. De zachte, grijze plaaster waaruit het werk is opgebouwd, lijkt de attracties in donkere steen te abstraheren, als een soort van hedendaags Pompeï, roerloos bedekt met het stof van de gelaagde, verstilde tijd. Deze thematiek van de stilstaande of gemanipuleerde tijdsdimensie vinden we ook terug in films zoals Night Time (2015), waarin aquarellen tot leven komen.
Hoewel veel van Hans Op de Beecks werken erg groot van omvang zijn, vinden we in heel zijn oeuvre toch ook het kleine, het poëtische detail terug. In 2009 presenteerde de kunstenaar een nieuwe video met als titel Staging Silence, waarin twee paar anonieme handen een wereld op schaal voor de ogen van de toeschouwer voortdurend transformeren in een nieuw beeld. Daarbij kan je volgen hoe de kunstenaar telkens opnieuw een volledig fictieve, maar toch erg herkenbare, omgeving vormgeeft met de meest alledaagse elementen als propjes watten, karton of strooisuiker, die even vergankelijk blijken als het leven zelf. De bedrieglijke vanzelfsprekendheid waarmee de verschillende scènes van de film én het leven zelf geleid worden, staan haaks op de broze en onzekere vorm waaruit ze ontstaan. Op een erg subtiele wijze haalt Hans Op de Beeck hier universele thema's aan die voor iedereen, jong en oud, herkenbaar zijn. In 2013 creëerde hij een vervolg op deze film, Staging Silence (2).
Humor, relativering en spot zijn eveneens belangrijke elementen in het oeuvre van Hans Op de Beeck. De 250m2 grote installatie The Collector's House (2016) bijvoorbeeld, toont ons het overdadig weelderige interieur van een kunstverzamelaar, dat vol staat met exclusieve boeken, elegante beelden, dure schilderijen, opgezette dieren en een strakke binnenvijver met leliebloemen. Hoe luxueus dit interieur echter ook oogt, het blijft een kleurloos samengaan van zwarte, witte en grijze objecten. Alleen de toeschouwer zelf, die uitgenodigd wordt plaats te nemen in de comfortabele zetels langs de vijverkant, zorgt hierbij voor kleur. Hans Op de Beeck speelt in dit werk met de suggestie van realiteit en perceptie, valse schijn.

## Onderscheidingen
- 2017 Winnaar van de Pino Pascali Award - 20th Edition, Polignano a Mare
- 2009-2010 - Tweejaarlijkse Cultuurprijs KU Leuven ter waarde van 15000 euro
- 2006 Onderscheiden met de Prijs Eugène Baie 2003-2005, Antwerpen
- 2001 Winnaar van de Prijs Jonge Belgische Schilderkunst, Brussel
- 1999 'Uriôt Prize', Rijksakademie Amsterdam

## Monografische publicaties (selectie)
- Hans Op de Beeck - Works, 2017, Lannoo, 448 p., ISBN 978-94-0143-714-1
- Sea of Tranquillity, 2011, Ludion, 168 p., ISBN 978-94-6130-027-0
- Hans Op de Beeck: The Wilderness Inside - Location (6), 2008, 92 p., ISBN 978-9-081-34170-7 (met een tekst van Nicolas de Oliveira & Nicola Oxley)
- Hans Op de Beeck: Extensions, 2007, Hatje Cantz Verlag, 112 p., ISBN 978-3-7757-2096-0 (met een tekst van Hans Op de Beeck)
- Hans Op de Beeck: On Vanishing - Nicolas de Oliveira and Nicola Oxley, 2007 Mercatorfonds & Xavier Hufkens, 368 p., ISBN 978-90-6153-711-3 (winnaar Plantin-Moretus Award 2008)
- Drifting, Published by Studio Hans Op de Beeck in a limited edition of 100 copies (+20 AP’s), Hardcover, 28 pages

## Solotentoonstellingen (selectie)
- GEM Museum voor Actuele Kunst, Den Haag, NL, 2004.
- M HKA Museum Hedendaagse Kunst, Antwerp, BE, 2006.
- Centraal Museum, Utrecht, NL, 2007.
- Kunstmuseum, Thun, CH, 2010.
- Centro de Arte Caja de Burgos, Burgos, ES, 2010.
- Butler Gallery, Kilkenny, IR, 2012.
- Kunstverein, Hannover, DE, 2012.
- Tampa Museum of Art, Tampa, USA, 2013.
- The Harn Museum of Art, Gainesville, FL, USA, 2013.
- FRAC Paca, Marseille, FR, 2013.
- MIT List Visual Arts Center, Cambridge, Boston MA, US, 2014.
- MOCA Cleveland, OH, US, 2014.
- Sammlung Goetz, Munich, DE, 2014.
- Screen Space, Melbourne, AU, 2015.
- Espace 104, Paris, FR, 2016.
- Art Unlimited, Basel, CH, 2016.
- Kunstraum, Dornbirn, AU, 2017.
- Morsbroich Museum, Leverkusen, DE, 2017.
- Kunstmuseum Wolfsburg, Wolfsburg, DE, 2017.
- Fondazione Museo Pino Pascali, Polignano a Mare, IT, 2017.
- Silence & Résonance, Musée de Flandre, Cassel, FR , 2023
- Nocturnal Journey/Nachtreis in KMSKA (Koninklijk Museum voor Schone Kunsten) Antwerpen 22/3-17/8/2025

## Groepstentoonstellingen (selectie)
- Reina Sofia, Madrid, ES
- Scottsdale Museum of Contemporary Art, AZ, US
- Towada Art Center, Towada, JP
- ZKM, Karlsruhe, DE
- MACRO, Rome, IT
- Whitechapel Art Gallery, London, GB
- MoMA PS1, New York, NY, US
- Musée National d’Art Moderne, Centre Pompidou, Paris, FR
- Wallraf-Richartz Museum, Köln, DE
- Hangar Bicocca, Milano, IT
- Hara Museum of Contemporary Art, Tokyo, JP
- 21C Museum, Louisville, Kentucky, US
- The Drawing Center, New York, NY, US
- Kunsthalle Wien, Vienna, AT
- Shanghai Art Museum, Shanghai, CN
- MAMBA, Buenos Aires, AR
- Haus der Kunst, Munich, DE
- Museo d’Arte Moderna di Bologna, Bologna, IT
- Kunstmuseum Bonn, Bonn, DE
- Musée des Beaux-Arts de Caen, Caen, FR
- KMSK, Brussel, BE
- Museum Kunstpalast, Düsseldorf, DE
- Arena Entre Las Manos (Sand Between the Hands), Galleria Continua, La Habana (Cuba), 2023